# Black Star (parfem)
Black Star je prvi parfem kanadske pjevačice Avril Lavigne namijenjen tinejdžerima. Parfem je izdan u bočicama od 15 ml, 30 ml, 50 ml i 100 ml, u obliku gela za tuširanje, losiona za tijelo i dezodoransa. Mali gel za tuširanje dolazi isključljivo s Black Star poklonom u Ujedinjenom Kraljevstvu, a u njemačkom/nizozemskom izdanju uz poklon dolazi i 50 ml losiona za tijelo.

## O parfemu
Parfem je bio najavljen putem Avriline službene web stranice 7. ožujka 2009. Parfem sadrži dijelove ružičastog hibiskusa, crne šljive i tamne čokolade. Objavljen je u nekoliko europskih zemalja, uključujući Nizozemsku, Njemačku, Belgiju, Francusku, Italiju, Finsku, Veliku Britaniju i Dansku. Black Star je u SAD-u pušten u prodaju 15. kolovoza, isključivo u Kohl'su. Black Star je objavljen u Kanadi, u trgovini Drug Mart. Objavljen je i u Australiji, a može se kupiti u Myeru.

## Pjesma
Lavigne je napisala pjesmu za reklamu za parfem, tijekom zaustavlja na azijski dijelu njezine turneje The Best Damn Tour. Trebala je biti samo kratka pjesma na temu parfema. Rolling Stone opisuje pjesmu kao "jednu od Avrilinih najambicioznijih pjesma, lijepa uspavanka koja se okreće oko Coldplayovih klavira i gitara". Lavigne je izjavila kako razmišlja da objavi pjesmu kao singl.

## Vanjske poveznice
- (hrv.) Službene web stranice Black Star P&G
- Službena stranica Avril Lavigne